# Selkäkallio (klippa)
Selkäkallio är en klippa i Finland.   Den ligger i kommunen Kemi i den ekonomiska regionen  Kemi-Torneå  och landskapet Lappland, i den norra delen av landet, 600 km norr om huvudstaden Helsingfors.
Terrängen runt Selkäkallio är mycket platt. Havet är nära Selkäkallio åt sydväst.  Närmaste större samhälle är Kemi, 9,8 km norr om Selkäkallio. 